# Siegfried Guggenheimer
Siegfried Guggenheimer (* 22. November 1875 in Nürnberg; † 8. Dezember 1938 in Florenz) war ein deutscher Physiker und Industrieller.

## Leben
Er war der Sohn des Kaufmanns Heinrich Guggenheimer und der Mathilde Löwenthal. Nach dem Gymnasium besuchte er zunächst die Industrieschule Nürnberg. Anschließend studierte er an den Universitäten München, Berlin und Genf, an der Universität von Paris und der University of Cambridge. Im Jahr 1898 promovierte er in Genf mit der Arbeit Contributions expérimentales à l'étude des Rayons Röntgen zum Dr. phil. Anschließend ging er als Assistent an die Universität Frankfurt (Main), um die akademische Laufbahn einzuschlagen.
Dann ließ er allerdings am 20. August 1906 im Nürnberger Handelsregister eine Firma zur Herstellung und Verkauf elektrischer Messgeräte unter seinem Namen eintragen. Zunächst produzierte er in der Deichslerstraße 19, verlegte dann aber 1912 den Betrieb in die Schoppershofstraße 52, 1917 kam das Nachbarhaus Nr. 54 hinzu. Schon in den ersten Jahren erarbeitete sich das Unternehmen durch zahlreiche Neuerungen in unterschiedlichsten Bereichen der Messtechnik ein hohes Ansehen in Deutschland und darüber hinaus.
Guggenheimer heiratete am 30. Oktober 1919 Marguerite (Margrit) Bloch (* 3. Februar 1894 in Basel). Das Ehepaar hatte eine Tochter Susanne und einen Sohn Heinrich (* 1924).
In der Zeit der Inflation von 1921 wandelte Guggenheimer seine Einzelfirma in eine Aktiengesellschaft um. Doch die Hyperinflation des Jahres 1923 zwang das Unternehmen Guggenheimer zu weiteren Umstrukturierungen, so dass er selbst im Jahr 1925 als Inhaber ausschied. Doch einen Teil des Unternehmens löste er heraus und führte diesen ab 1925 als neue eigenständige Noris Tachometerwerk Dr. Siegfried Guggenheimer weiter.
Der Unternehmer engagierte sich sehr zum Gemeinwohl seiner Heimatstadt. So gehörte er zu den Förderern der nach Ende des Ersten Weltkriegs gegründeten Handelshochschule Nürnberg, dessen Verwaltungsratsmitglied er von 1920 bis 1926 und auch Dozent war. Am 20. Juli 1921 gehörte er mit Oberbürgermeister Hermann Luppe und dem SPD-Landtagsabgeordneten Max Süßheim zu den Gründern des Fördervereins Verein der Freunde der Handelshochschule Nürnberg.
Bis in die 1930er Jahre war Guggenheimer Vorsitzender der Vereinigung elektrotechnischer Spezialfabriken in Berlin. Außerdem war er – wie viele politisch aktive Juden seiner Zeit – Mitglied der Deutschen Demokratischen Partei (DDP) in Bayern und bis 1928 deren Vorsitzender im bayerischen Landeswirtschaftsausschuss. Zusätzlich gehörte er dem Vorstand des Reichswirtschaftsausschusses der DDP an. Mit drei anderen Nürnberger Juden gehörte er zur Führungsgruppe dieser Partei.
Im Jahr 1933 musste die Dr. Siegfried Guggenheimer AG auf Druck der Nationalsozialisten ihren Namen ablegen und firmierte seitdem unter Metrawatt AG. 1937 wurde Guggenheimer gezwungen, die Geschäftsführung in seinem eigenen Betrieb, des Noris Tachometerwerks, aufzugeben. Daraufhin verließ die Familie Deutschland. Guggenheimer ging am 8. Dezember 1937 zunächst nach London, folgte aber später seiner Ehefrau und Tochter nach Florenz. Dort starb er auf den Tag genau ein Jahr nach seiner Emigration. Seine Witwe Marguerite kehrte später in ihre Geburtsstadt Basel zurück.